# Skull Valley (Arizona)
Pour les articles homonymes, voir Skull Valley.
Skull Valley est une communauté non incorporée rurale située dans le comté de Yavapai dans l'État de l'Arizona aux États-Unis. Elle est située à douze milles à l'ouest de Prescott, le siège de comté. Il y a un magasin général, une station-service, un café, une école primaire, un garage automobile, une caserne de pompiers, une église et un bureau de poste. Selon le recensement de 2003, la population dans le Skull Valley Elementary School District est de 525 habitants.

## Personnalité connue
- George Phippen (1915-1966) est un artiste qui est le cofondateur et le premier président des Cowboy Artists of America.

## Annexe